# CubeSat for Solar Particles (CuSP)
CubeSat for Solar Particles (CuSP) представляет собой недорогой 6U CubeSat. Он был запущен во время первого полета Системы космического запуска (SLS), в качестве дополнительной полезной нагрузки миссии Artemis I. Запуск кубсата состоялся 16 ноября 2022 года, 6:47:44 UTC
CuSP был разработан для изучения динамики солнечных энергических частиц и магнитных полей. Главным исследователем CuSP является Михир Десаи из Юго-Западного исследовательского института (SwRI) в Сан-Антонио, Техас.
После развертывания с помощью стартового адаптера Artemis I контакт с космическим кораблем показал, что он успешно стабилизировался и развернул свои солнечные батареи, но после первоначального радио контакта продолжительностью 57 минут 27 секунд дальнейший контакт не был установлен, однако поиск все еще продолжается. Будет выполнено слепое управление для стабилизации космического корабля, если он все еще работает.

## Галерея

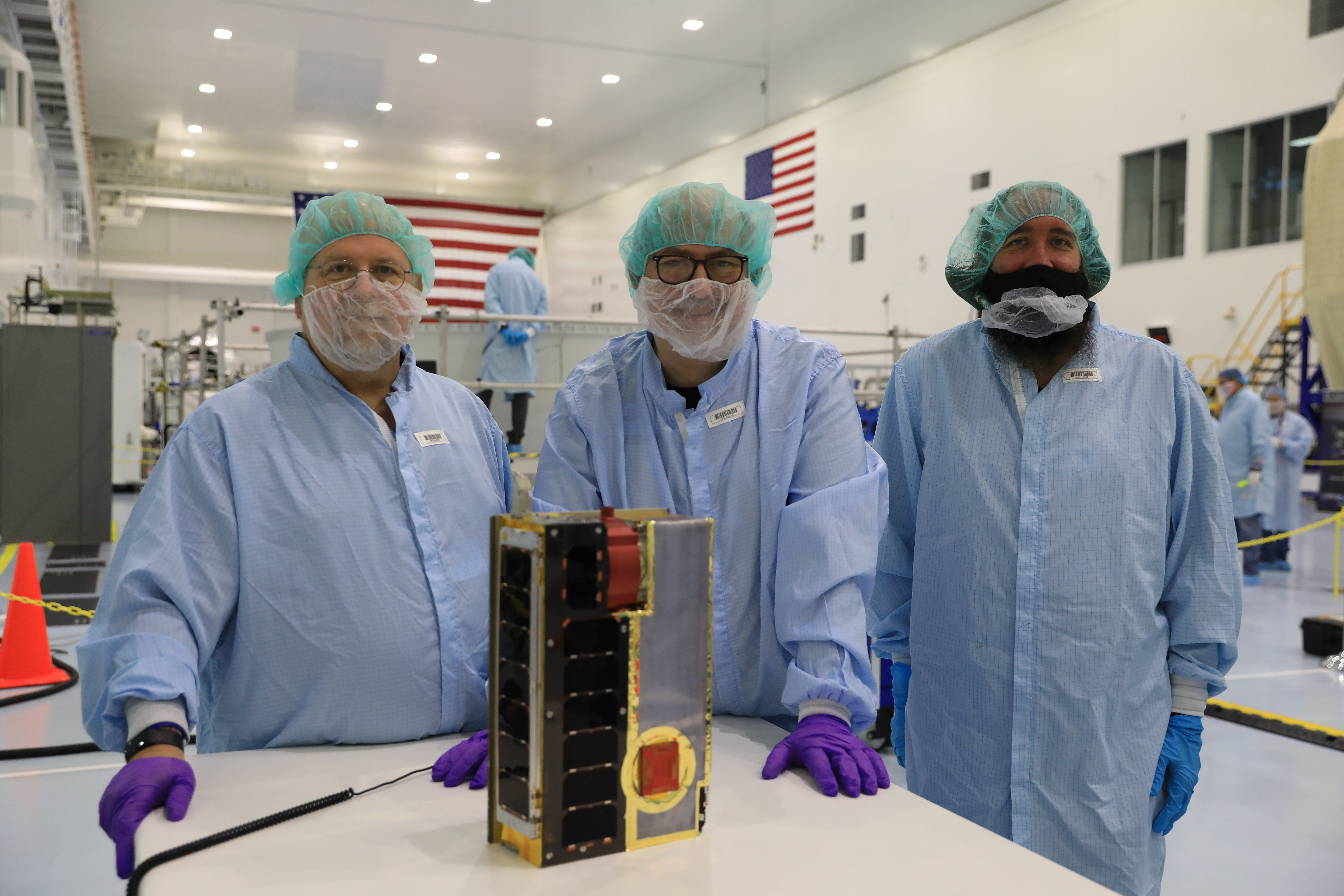

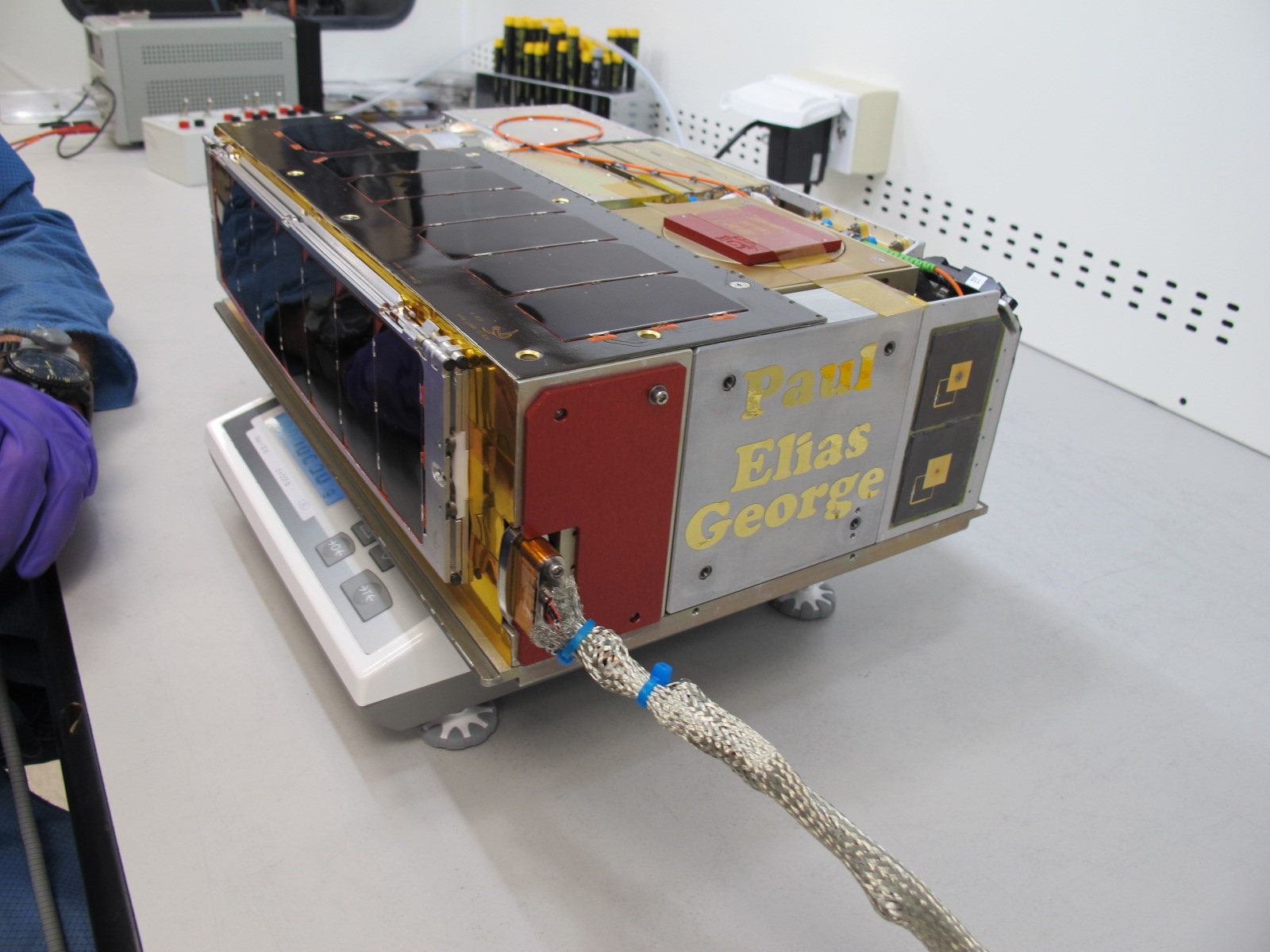